# Marta García (athlétisme)
Marta García Alonso, née le 1er janvier 1998, est une athlète espagnole spécialiste des courses de fond

## Biographie
Lors des championnats d'Europe 2024 à Rome, Marta García remporte la médaille de bronze du 5 000 m, derrière l'Italienne Nadia Battocletti et la Norvégienne Karoline Bjerkeli Grøvdal, en établissant un nouveau record d'Espagne en 14 min 44 s 04.

## Palmarès
| Date | Compétition           | Lieu | Résultat | Épreuve | Temps          |
| ---- | --------------------- | ---- | -------- | ------- | -------------- |
| 2024 | Championnats d'Europe | Rome | 3e       | 5 000 m | 14 min 44 s 04 |

## Records
| Épreuve | Temps               | Lieu | Date        |
| ------- | ------------------- | ---- | ----------- |
| 5 000 m | 14 min 44 s 04 (NR) | Rome | 7 juin 2024 |